# Константинов, Гаруш Сергеевич
Гаруш Сергеевич Константинов (Костандян) (24 марта 1921 — 4 ноября 1944) — участник Великой Отечественной войны, наводчик 76-мм орудия 3-го гвардейского истребительно-противотанкового артиллерийского полка 1-й гвардейской отдельной истребительно-противотанковой артиллерийской бригады, 39 армии, 3-го Белорусского фронта, гвардии старший сержант. Герой Советского Союза.

## Биография
Гаруш Константинов родился в Тифлисе в 1921 году в семье рабочего фабрики. В конце двадцатых годов его семья переехала в город Баку, где Гаруш вырос и окончил девять классов 91-й средней школы, после чего стал работать на швейной фабрике имени Али Байрамова.
В начале осени 1940 года был призван в ряды Красной Армию. После прохождения курса молодого бойца юный красноармеец в начале июня 1941 года был направлен для прохождения дальнейшей воинской службы в артиллерийскую часть, расположенную у западных границ страны. С первого дня начала Великой Отечественной войны Константинов участвовал в битвах с немецко-фашистскими захватчиками. В составе своего полка с боями отступал на восток, принимал участие в боях на смоленской земле, защищал Москву, участвовал в освобождении городов и сел Подмосковья, Смоленщины, Белоруссии и Литвы. В 1944 году подал заявление и был принят в ряду КПСС.
Гаруш Константинов особо отличился в боях в Восточной Пруссии. В конце октября 1944 года части 3-го Белорусского фронта, поддерживаемые огнём 1-й гвардейской отдельной истребительно-противотанковой артиллерийской бригады, вошли в город Голдап (Восточная Пруссия). Враг, подтянув резервы, перешёл в контратаку стремясь, выбить советские войска из города. Расчёт гвардии старшего сержанта Карташёва, где наводчиком был Константинов, занимал огневую позицию на западной окраине города недалеко от моста.
4 ноября 1944 года немцы, при поддержке танков, перешли в атаку. Первым выстрелом артиллерийский расчёт подбил танк «Пантера», которая повисла на краю моста, перекрыв путь остальным танкам. В завязавшейся дуэли гвардии старший сержант Константинов под плотным огнём противника продолжал вести обстрел, подбив ещё два танка («Пантера» и «Тигр») и уничтожив до 40 солдат противника. Противник сосредоточил свой огонь на советских артиллеристах, в результате от разорвавшегося рядом снаряда был убит подающий и заряжающий Соболев. Константинов, сам тяжело раненый, продолжал вести огонь, успев подбить ещё один танк. Контратака немцев была остановлена, Константинов был отправлен в 417-й отдельный медико-санитарный батальон, но от полученных ран скончался в тот же день.
Указом Президиума Верховного Совета СССР от 24 марта 1945 года за образцовое выполнение боевых заданий командования на фронте борьбы с немецко-фашистским захватчиками и проявленные при этом мужество и героизм гвардии старшему сержанту Константинову Гарушу Сергеевичу было присвоено звание Героя Советского Союза посмертно.
Константинов и его боевые товарищи были похоронены в братской могиле у деревни Гельвайден, что в 10 км восточнее города Голдап. Позднее Константинов был перезахоронен на военном кладбище посёлка Вронки.

## Память
Имя Героя его носит морское рыболовное судно. Имя героя носит школа № 20 муниципального образования город-курорт Анапа

## Награды
- Герой Советского Союза (21.03.1945, медаль «Золотая Звезда»)[3];
- орден Ленина (21.03.1945)[3];
- медаль «За отвагу» (06.07.1944[4], 09.03.1944[5]).